# Кингс Кангва
Кингс Кангва (Касама, 6. априла 1999) замбијски је фудбалер који тренутно наступа за Котрајк, на позајмици из Црвене звезде.
Његов старији брат, Еванс, такође је професионални фудбалер.

## Каријера
Кангва је каријеру започео у екипи Хепи хартс. Једну сезони је одиграо за омладински састав Хапоел Бершеве. Касније се вратио у матични Хепи хартс, те је неко време наступао и за Билдкон. У јулу 2019. потписао је за Арсенал из Туле. Крајем маја 2022. Кангва је потписао четворогодишњи уговор са Црвеном звездом.
У фебруару прослеђен је на позајмицу Котрајку.

## Репрезентација
У новембру 2018. добио је позив за учешће на КОСАФА челенџ купу за играче до 20 година старости. За сениорску репрезентацију дебитовао је у јуну 2019. у поразу од репрезентације Камеруна. Недељу дана касније постигао је погодак у победи над Мароком.

## Статистика

### Клупска
Ажурирано 26. фебруара 2024.
|                     |          |                      |    |    |    |   |   |   |   |   |     |    |  |  |
| Арсенал Тула        | 2019/20. | Премијер лига Русије | 8  | 0  | 1  | 0 | — | — | — | — | 9   | 0  |  |  |
| Арсенал Тула        | 2020/21. | Премијер лига Русије | 21 | 1  | 3  | 0 | — | — | — | — | 24  | 1  |  |  |
| Арсенал Тула        | 2021/22. | Премијер лига Русије | 19 | 4  | 3  | 1 | — | — | — | — | 22  | 5  |  |  |
| Арсенал Тула        | Укупно   | Укупно               | 48 | 5  | 7  | 1 | — | — | — | — | 55  | 6  |  |  |
|                     |          |                      |    |    |    |   |   |   |   |   |     |    |  |  |
| Црвена звезда       | 2022/23. | Суперлига Србије     | 32 | 8  | 5  | 3 | 8 | 1 | — | — | 45  | 12 |  |  |
| Црвена звезда       | 2023/24. | Суперлига Србије     | 10 | 0  | 0  | 0 | 1 | 0 | — | — | 11  | 0  |  |  |
| Црвена звезда       | Укупно   | Укупно               | 42 | 8  | 5  | 3 | 9 | 1 | — | — | 56  | 12 |  |  |
|                     |          |                      |    |    |    |   |   |   |   |   |     |    |  |  |
| Котрајк (позајмица) | 2023/24. | Прва лига Белгије    | 2  | 0  | —  | — | — | — | — | — | 2   | 0  |  |  |
|                     |          |                      |    |    |    |   |   |   |   |   |     |    |  |  |
| Каријера            | Каријера | Каријера             | 92 | 13 | 12 | 4 | 9 | 1 | — | — | 113 | 18 |  |  |
|                     |          |                      |    |    |    |   |   |   |   |   |     |    |  |  |

### Репрезентативна
Ажурирано 28. децембра 2023.
| Замбија | Замбија  | Замбија |
| Година  | Утакмице | Голови  |
| ------- | -------- | ------- |
| 2019.   | 3        | 1       |
| 2020.   | 4        | 0       |
| 2021.   | 4        | 0       |
| 2022.   | 7        | 3       |
| 2023.   | 8        | 1       |
| Укупно  | 26       | 5       |

## Трофеји и награде

### Екипно
Црвена звезда
- Суперлига Србије : 2022/23.[19]
- Куп Србије : 2022/23.[20]

### Појединачно
- Најбољи стрелац Купа Србије за сезону 2022/23. с три постигнута поготка[21]